# Neodadaism
Neodadaism är en konstriktning som blomstrade under slutet av 1950-talet och början av 1960-talet. Neodadaism betecknar verk inom bildkonsten som företer ett tydligt släktskap med dadaismen som varade från cirka 1916 till 1922.
I likhet med dadaismen utnyttjar man ofta industrisamhällets massproducerade vardagsvaror inte bara som motiv utan även som direkt konstnärligt uttrycksmedel. I övrigt är neo- eller nydadaismen främmande för Dadas program, för dess provokativa och samhällssatiriska anda. 
Till neodadaismen räknas konstnärer som Robert Rauschenberg, Jim Dine och Jasper Johns.